# Terez
Terez je žensko osebno ime.

## Izvor imena
Ime Terez je različica imena Terezija.

## Pogostost imena
Po podatkih Statističnega urada Republike Slovenije je bilo na dan 31. decembra 2007 v Sloveniji 18 oseb z imenom Terez.